# Коста-Оксиденталь (Уэльва)
Коста-Оксиденталь (исп. Costa Occidental (Huelva))  — район (комарка) в Испании, входит в провинцию Уэльва в составе автономного сообщества Андалусия.

## Муниципалитеты
| Муниципалитет            | Население | Площадь км² | Плотность населения чел./км² |
| ------------------------ | --------- | ----------- | ---------------------------- |
| Айямонте                 | 19.380    | 142         | 136,48                       |
| Картайя                  | 16.589    | 226         | 73,40                        |
| Исла-Кристина            | 20.540    | 50          | 410,80                       |
| Лепе                     | 23.607    | 129         | 183,00                       |
| Сан-Сильвестре-де-Гусман | 708       | 49          | 14,45                        |
| Вильябланка              | 2.577     | 98          | 26,30                        |